# Sven Kums
Sven Kums (* 26. Februar 1988 in Asse) ist ein belgischer Fußballspieler, der beim KAA Gent in der belgischen Division 1A unter Vertrag steht.

## Karriere

### Vereinskarriere
Sven Kums startete seine Karriere in der Jugend von Dilbeek Sport, bevor er 1996 zu RSC Anderlecht wechselte. Dort spielte er insgesamt zehn Jahre lang ebenfalls in der Jugend- und später in der zweiten Mannschaft des Vereins, bis er 2006 in die erste Mannschaft berufen wurde. Nachdem er in der ersten Hälfte der Saison 2006/2007, in der Anderlecht schließlich die Meisterschaft gewann, kein einziges Spiel bestritt, ging er im Januar 2007 zur Leihe zu Lierse SK.
Sven Kums gab daraufhin am 10. Februar 2007 gegen den FC Brüssel sein Debüt im Profifußball. Während seiner Leihe spielte er insgesamt 14 Mal für Lierse und erzielte dabei ein Tor. Nachdem Lierse am Ende der Saison abgestiegen war, kehrte Kums zu Anderlecht zurück, wurde jedoch nicht mehr in den Kader der ersten Mannschaft berufen, wodurch er weiterhin für die zweite Mannschaft spielte. Im Januar 2008 wechselte Kums daher auf Leihbasis zu KV Kortrijk in die zweite belgische Liga. In dieser Saison kam Kums insgesamt auf 16 Einsätze und fünf Tore. Außerdem erreichte er mit Kortrijk am Ende der Saison den ersten Platz, wodurch die Mannschaft für die nächste Spielzeit in die erste Liga aufstieg. Daraufhin unterzeichnete Kums im Juni 2008 einen festen Vertrag bei Kortrijk. Nach drei Jahren bei Kortrijk, in denen Kums insgesamt 108 Einsätze für die Mannschaft bestritt und dabei zehn Treffer erzielte, gab der SC Heerenveen im März 2011 den Wechsel Kums' zum SC für 800.000 Euro zur Saison 2011/12 bekannt. Kums hatte daraufhin am 6. August 2011 gegen den NEC Nijmegen sein erstes Spiel in der Eredivisie.
Nach zwei Jahren beim SC Heerenveen kehrte Kums schließlich wieder nach Belgien zurück und unterzeichnete für zwei Millionen Euro einen Dreijahresvertrag beim SV Zulte Waregem. Hier blieb er jedoch nur ein Jahr, in dem er 41 Spiele absolvierte und fünf Tore erzielte, bis ihn am 1. Juli 2014 für 1,5 Millionen Euro der KAA Gent verpflichtete, wo er einen Vierjahresvertrag bis 2018 unterschrieb. Nach einer guten Saison 2014/15 wurde er mit Gent Belgischer Meister.
Kums gewann als „herausragendster Spieler der belgischen Liga“ den Goldenen Schuh 2015.
Nachdem Kums nach der Saison 2015/16 für zehn Millionen Euro zum englischen Erstligisten FC Watford wechselte, unterschrieb er am 29. August 2016 direkt einen Einjahres-Leihvertrag bei Udinese Calcio in der Serie A.
Im Sommer 2017 zog es Kums zurück nach Belgien, wo er beim RSC Anderlecht unterschrieb. Ab Dezember 2018 war er für den Rest der Saison 2018/19 Kapitän der Mannschaft.
In der Saison 2019/20 stand er in den ersten vier Spielen nicht im Kader des RSC Anderlecht. Er wurde dann für den Rest der Saison an KAA Gent ausgeliehen. Mitte Januar 2020 wurde vereinbart, dass Kums nach Ablauf der Ausleihe zur neuen Saison 2020/21 endgültig nach Gent wechselte. Er unterschrieb dort einen Vertrag bis Sommer 2023. Bis zum Abbruch der Saison 2019/20 infolge der COVID-19-Pandemie bestritt Kums 22 von 25 möglichen Ligaspielen für Gent, wobei er ein Tor schoss, sowie ein Pokal- und neun Europapokal-Spielen einschließlich der Qualifikation. In der neuen Saison stand er bei 36 von 40 möglichen Ligaspielen auf dem Platz mit drei Treffern sowie zwei Pokal- und sieben Europapokal-Spielen.
In der Saison 2021/22 waren es 38 von 40 möglichen Ligaspielen, fünf Pokalspiele mit einem Tor und elf Spielen in der Conference League mit zwei Toren. In der Folgesaison waren es erneut 38 von 40 möglichen Ligaspielen, in denen er drei Tore schoss, ein Pokalspiel, 12 Spiele im Europapokal mit einem geschossenen Tor und das verlorene Spiel um den Superpokal. In der Saison 2023/24 waren es nur 30 von 41 möglichen Ligaspielen, in denen er ein Tor schoss. Von Anfang Februar bis Ende März 2023 fiel er dabei infolge einer Wadenverletzung aus. Dazu kamen drei Pokalspiele mit ebenfalls einem geschossenen Tor und 12 Spiele im Europapokal. In der nächsten Saison waren es 24 von 40 möglichen Ligaspielen, in denen er zwei Tore schoss, zwei Pokalspiele und wie im Vorjahr 12 Spiele im Europapokal, diesmal mit einem geschossenen Tor.

### Nationalmannschaft
Sven Kums gab am 5. September 2008 im Spiel gegen die Slowakei sein Debüt in der Belgischen U-21-Nationalmannschaft.
Bislang hat Kums noch keine Partie für die Belgische Nationalmannschaft bestritten. Zwar hatte Nationaltrainer Marc Wilmots am 2. Oktober 2015 bekanntgegeben, dass Kums, zusammen mit seinen Teamkollegen Matz Sels und Laurent Depoitre, erstmals im Kader für die Länderspiele gegen Andorra und Israel stehen würde. Er wurde aber weder bei diesen Länderspielen noch im November 2015 im Freundschaftsspiel gegen Italien tatsächlich eingesetzt. Seitdem wurde er nicht erneut in den Kader berufen.

## Erfolge
- Belgischer Meister: 2014/15
- Belgischer Pokalsieger: 2022
- Belgischer Goldener Schuh: 2015